# 大同银行
大同银行，原名大同市商业银行，总部位于中国山西省大同市，是大同市唯一一家地方性股份制商业银行。大同银行，原名大同市商业银行，成立于2001年1月6日。2014年7月，更名为大同银行。
大同银行分支机构主要分布于大同市辖境，另外在朔州市设有分行。截至2013年末，大同银行总资产达到275.15亿元，存款余额达到257.6亿元，贷款余额达121亿元。

大同市商业银行标志

2020年8月晋城银行、晋中银行、大同银行、长治银行和阳泉市商业银行合并为一家省级法人银行山西银行

## 外部連結
- 官方网站